# Edwin Bafcop
Edwin Bafcop (Poperinge, 24 december 1962) is een voormalig Belgisch wielrenner. Hij was beroepsrenner tussen 1986 en 1993.

## Belangrijkste overwinningen
1988
- GP Fourmies

1990
- GP Rennes
- Beveren-Leie

## Resultaten in voornaamste wedstrijden
| Jaar | Ronde van Italië | Ronde van Frankrijk | Ronde van Spanje |
| ---- | ---------------- | ------------------- | ---------------- |
| 1986 |                  |                     | opgave           |
| 1987 |                  |                     |                  |
| 1988 |                  |                     |                  |
| 1989 |                  |                     |                  |
| 1990 |                  |                     | opgave           |
| 1991 |                  |                     |                  |

| Jaar | Gent-Wevelgem | Parijs-Tours |
| ---- | ------------- | ------------ |
| 1986 |               |              |
| 1987 |               | 67e          |
| 1988 |               |              |
| 1989 |               | 15e          |
| 1990 | 106e          | 147e         |
| 1991 | 13e           | 158e         |